# Love Don't Let Me Go (Walking Away)
Love Don't Let Me Go (Walking Away) é um single composto por duas canções: um versão remix do DJ Tocadisco, da canção "Walking Away", do grupo britânico The Egg, e Love Don't Let Me Go, uma canção do DJ David Guetta originalmente feita e lançada em 2002.
Esta versão foi lançada como single em 14 de agosto de 2006 e incuída no álbum Pop Life.
A canção foi classificada no top-ten das paradas em vários países como a França, Hungria, Itália, Espanha, Reino Unido e Grécia. O single apareceu em um comercial para o carro Citroën C4.

## Videoclipe
O vídeo foi dirigido por Marcus Adams. É tudo coreografado em estilo breakdancing e parkour com um aspecto cômico. O clipe começa com dois jovens jogando basquete, enquanto duas mulheres passam. Um deles tem a aparência jovem e está apaixonado. Eles caminham para a gaiola entre eles e quando soa o toque do som, suas mãos começam a dançar intensamente. Seguem, então, na dança, enérgica e espontaneamente, a tocar outra pessoa, quando a "energia" é transferida para eles e que a pessoa começa a dançar, enquanto a pessoa ficou intocada.

## Faixas
1. "Love Don't Let Me Go (Walking Away)" (UK Radio Edit) - 3:13
2. "Love Don't Let Me Go (Walking Away)" (Famous Radio Edit) - 3:08
3. "Love Don't Let Me Go (Walking Away)" (Joachim Garraud & David Guetta's F*** Me I'm Famous Mix) - 6:23
4. "Walking Away" (Tocadisco Remix) - 6:53

## Desempenho nas paradas
| Paradas (2006)           | Melhor posição |
| ------------------------ | -------------- |
| Australian Singles Chart | 32             |
| Austrian Singles Chart   | 75             |
| Belgian Singles Chart    | 42             |
| Finnish Singles Chart    | 13             |
| French Singles Chart     | 4              |
| German Singles Chart     | 50             |
| Irish Singles Chart      | 12             |
| Italian Singles Chart    | 9              |
| Spanish Singles Chart    | 3              |
| Swiss Singles Chart      | 18             |
| Swedish Singles Chart    | 23             |
| UK Dance Chart           | 1              |
| UK Singles Chart         | 3              |
| Greek Singles Chart      | 4              |